# Lucerne (Wyoming)
Lucerne è un census-designated place degli Stati Uniti d'America, situato nella Contea di Hot Springs nello stato del Wyoming. Nel censimento del 2000 la popolazione era di 525 abitanti.

## Geografia fisica
Secondo i rilevamenti dell'United States Census Bureau, la località di Lucerne si estende su una superficie di 52,9 km², dei quali 51,3 km² sono occupati da terre, mentre 0,6 km² da acque.

## Popolazione
Secondo il censimento del 2000, a Lucerne vivevano 525 persone, ed erano presenti 170 gruppi familiari. La densità di popolazione era di 10,2 ab./km². Nel territorio comunale si trovavano 224 unità edificate. Per quanto riguarda la composizione etnica degli abitanti, il 98,29% era bianco, lo 0,19% era afroamericano, lo 0,19% era nativo, lo 0,19% proveniva dall'Asia, lo 0,38% apparteneva ad altre razze e lo 0,76% a due o più. La popolazione di ogni razza ispanica corrispondeva all'1,52% degli abitanti.
Per quanto riguarda la suddivisione della popolazione in fasce d'età, il 23,0% era al di sotto dei 18, il 5,3% fra i 18 e i 24, il 27,0% fra i 25 e i 44, il 32,4% fra i 45 e i 64, mentre infine il 12,2% era al di sopra dei 65 anni di età. L'età media della popolazione era di 43 anni. Per ogni 100 donne residenti vivevano 101,1 uomini.